# NGC 4430
NGC 4430 é uma galáxia espiral barrada (SBb/P) localizada na direcção da constelação de Virgo. Possui uma declinação de +06° 15' 46" e uma ascensão recta de 12 horas, 27 minutos e 26,2 segundos.
A galáxia NGC 4430 foi descoberta em 13 de Abril de 1784 por William Herschel.